# Spinther oniscoides
Spinther oniscoides är en ringmaskart som beskrevs av Johnson 1845. Spinther oniscoides ingår i släktet Spinther och familjen Spintheridae. Arten är reproducerande i Sverige. Inga underarter finns listade i Catalogue of Life.